# Wilton Crescent

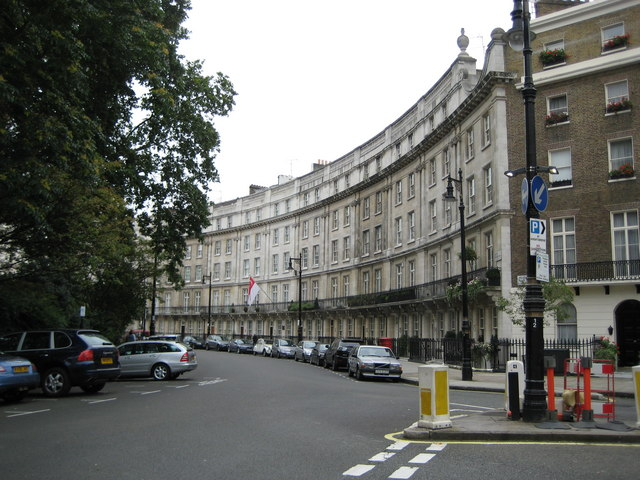
Wilton Crescent (Numeri 30-16 consecutivi)

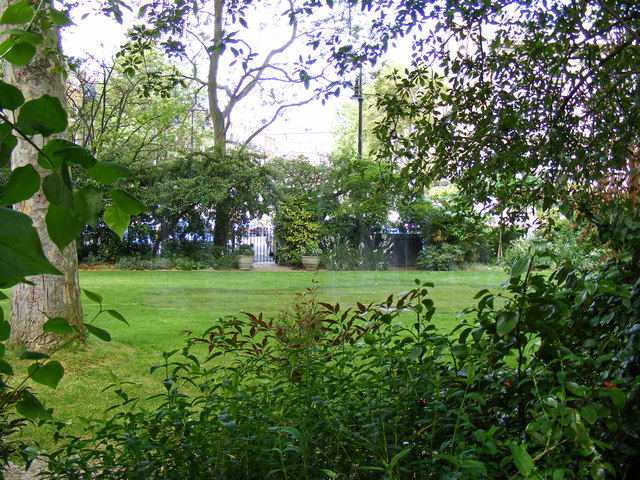
Wilton Garden

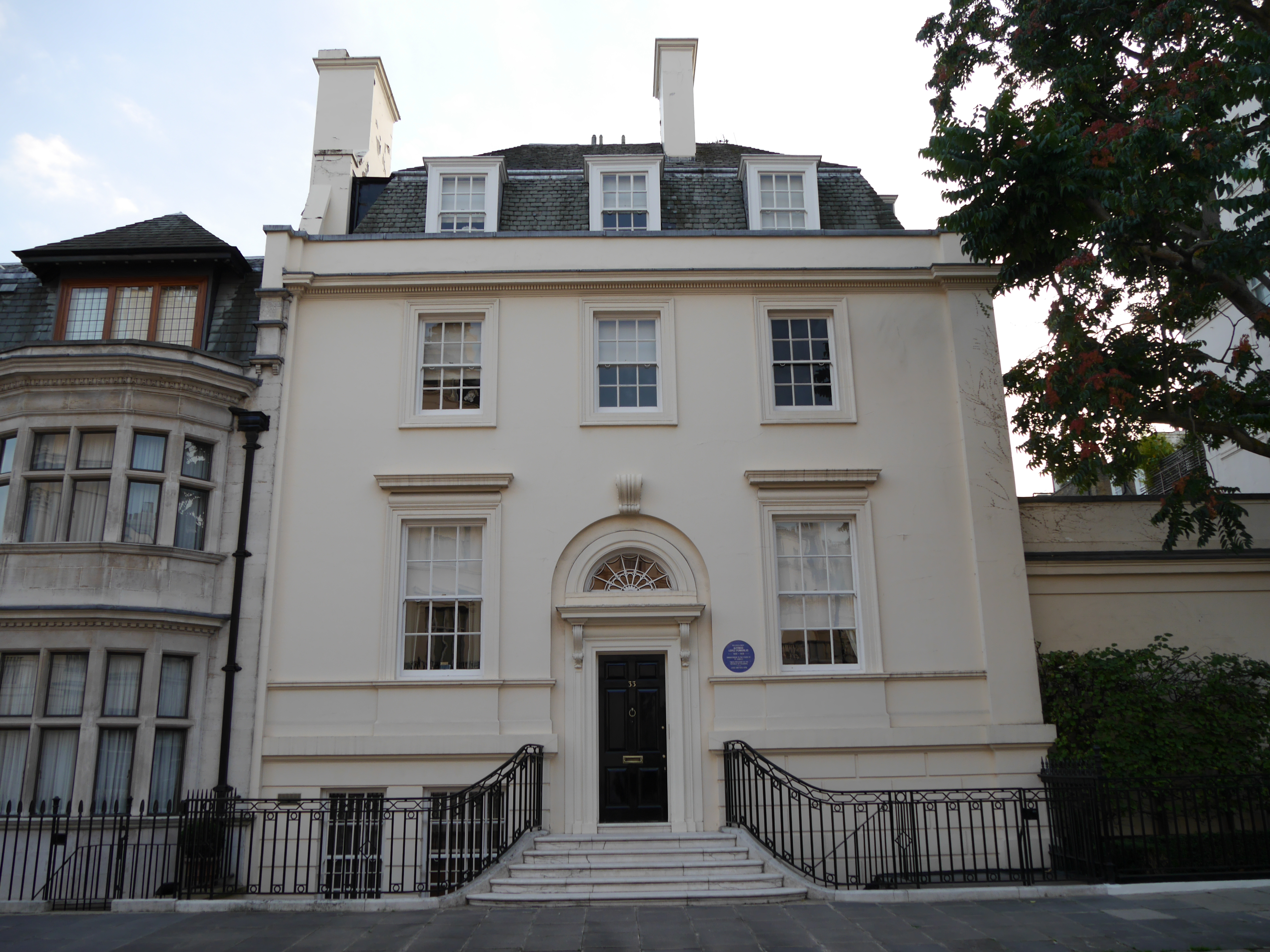
33, Wilton Crescent

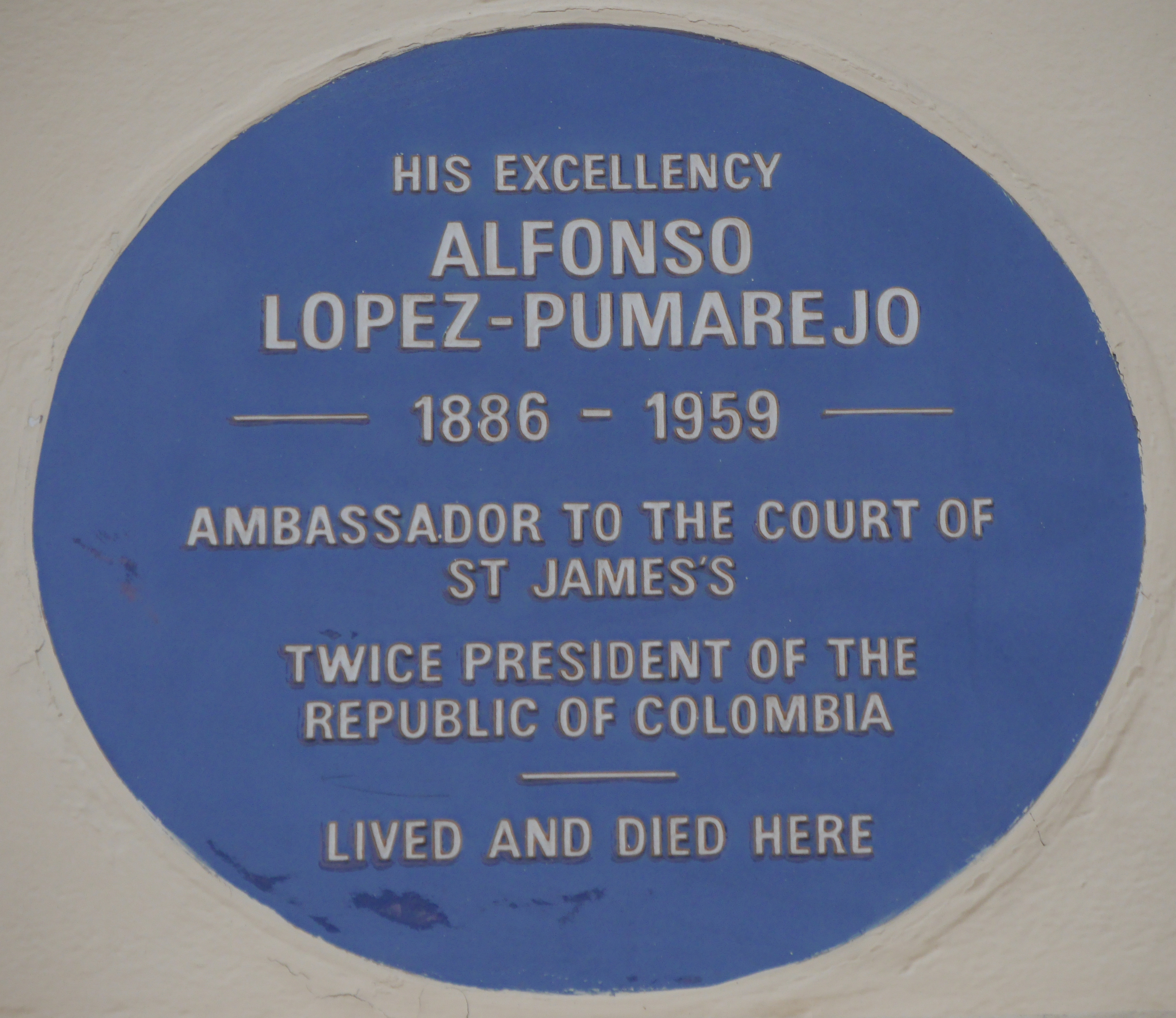
Alfonso López Pumarejo targa blu al 33 Wilton Crescent

Wilton Crescent è una strada nel centro di Londra, che comprende un ampio ed elegante gruppo di case georgiane e i giardini comunali privati su cui si affaccia il semicerchio. Le case vennero costruite all'inizio del XIX secolo e ora sono edifici di interesse storico culturale di II grado. La strada è la proiezione settentrionale di Belgravia ed è spesso considerata come una delle piazze giardino di Londra.
È nota per il suo elenco di residenti benestanti e politicamente importanti, presenti e storici, e oggi include l'Alto Commissariato di Singapore e l'Ambasciata del Lussemburgo. Il suo collegamento di trasporto pubblico più vicino è la stazione della metropolitana di Hyde Park.

## Panoramica
Wilton Crescent venne creata da Thomas Cundy II, il geometra della famiglia Grosvenor, su progetto di Wyatt del 1821 per Belgravia. Prese in nome all'epoca da Thomas Egerton, II conte di Wilton, secondo figlio di Robert Grosvenor, I marchese di Westminster sulla cui tenuta fu costruita la strada nel 1825 da Seth Smith.
Nel XIX e XX secolo è stata la dimora di molti importanti politici, ambasciatori e funzionari britannici. Louis Mountbatten, I conte Mountbatten di Birmania (1900–1979) visse al 2 Wilton Crescent per molti anni, oggi contrassegnato da una targa blu. Simile agli sviluppi vicini, Wilton Crescent è caratterizzata da grandi case a schiera con sontuose case bianche costruite a forma di mezzaluna, molte delle quali con balconi stuccati, in particolare nella parte meridionale della mezzaluna. Le case a cinque piani rivestite in pietra di Portland verso nord sono alte e sono state ristrutturate tra il 1908 e il 1912 dagli architetti Balfour e Turner. La maggior parte delle case era stata originariamente costruita in stile a stucco, ma vennero rivestite in pietra durante il periodo di ristrutturazione. Altre case oggi hanno balconi in ferro nero.
Wilton Crescent si trova a est di Lowndes Square e Lowndes Street, a nord-ovest di Belgrave Square. Vi si accede tramite Wilton Place che la collega alla strada principale di Knightsbridge. Grosvenor Crescent è a est e vi si trova l'ambasciata indonesiana. Più a est c'è il retro di Buckingham Palace e la Stazione di Londra Victoria. Nel 2007, Wilton Garden, nel mezzo della mezzaluna, ha vinto una medaglia di bronzo dalla London Gardens Society.
Ci sono due edifici diplomatici a Wilton Crescent: l'Alto Commissariato di Singapore al n. 9, e l'Ambasciata del Lussemburgo al n. 27 (ex sede del governo lussemburghese in esilio).

### Forma e numerazione
I 50 edifici, alcuni suddivisi, che formano gli indirizzi di Wilton Crescent sono elencati al Grade II. La mezzaluna è divisa in tre gruppi di edifici che formano una schiera con i numeri 1-15 Grosvenor Crescent, più 32 e 33 che si affacciano sul lato opposto di una breve continuazione dell'ampio collegamento orientale con Belgrave Square ai numeri 1-11. L'ampio collegamento occidentale in Belgrave Square è tuttavia chiamato Wilton Terrace, diviso in 1-3 ed è di data, stile e proporzioni identiche.

### Riferimenti nelle arti
L'opera teatrale del 1905 di George Bernard Shaw Major Barbara, è in parte ambientata nella casa di Lady Britomart a Wilton Crescent.

## Dettagli architettonici
Dei due quadranti principali e del gruppo principale della mezzaluna, che costituiscono 47 dei 50 edifici, il primo piano presenta lesene di ordine dorico, rifinite a stucco, applicate tra le finestre e una cornice sussidiaria sovrastante. Il secondo e il terzo piano sono uniti da lesene binate di ordine ionico incastonate tra le case. Queste sono sormontati da un pesante cornicione a modiglione. La maggior parte ha una balaustra rifinita con urne fino all'unità finale. Hanno muri di parapetto immersi con terminali a sfera.